# Stephanie Sigman
Stephanie Sigman (Ciudad Obregón, 28 febbraio 1987) è un'attrice messicana con la doppia cittadinanza statunitense, nota al pubblico per i suoi ruoli televisivi interpretando la giornalista Valeria Veléz nella serie televisiva Narcos e per il ruolo del capitano Jessica Cortez in S.W.A.T..

## Biografia
Sigman è nata a Ciudad Obregón, nello stato settentrionale del Sonora, da padre statunitense, un talent scout al servizio dei New York Yankees originario del Kansas, e da madre messicana. L'attrice lavora attivamente sia nell'ambiente televisivo che in quello cinematografico, interpreterà il ruolo Eva nella serie FX The Bridge recitando la parte dal 2013 al 2014, invece nel 2015 interpreta un piccolo ruolo come bond girl nel film Spectre.
Interpreterà il ruolo della giornalista Valeria Vélez, a partire dal 2015, nella serie televisiva Netflix Narcos, ricoprendolo fino al 2016, inoltre ottiene una parte in Crazy Dirty Cops, un film di John Michael McDonagh, mentre nel 2017 diventerà la protagonista del film Annabelle 2: Creation.
Reciterà al fianco di Bruce Willis nel 2017 in C'era una volta a Los Angeles, e prenderà parte al film Shimmer Lake. Entrerà nel cast della serie S.W.A.T. interpretando la parte del capitano Jessica Cortez.

## Filmografia

### Cinema
- Río de oro, regia di Pablo Aldrete (2010)
- Miss Bala, regia di Gerardo Naranjo (2011)
- Morelos, regia di Antonio Serrano (2012)
- Pionér, regia di Erik Skjoldbjærg (2013)
- Alicia en el país de María, regia di Jesús Magaña Vázquez (2014)
- El cielo es azul, regia di Andrew Fierberg (2015)
- Spectre, regia di Sam Mendes (2015)
- Crazy Dirty Cops (War on Everyone), regia di John Michael McDonagh (2016)
- Shimmer Lake, regia di Oren Uziel (2017)
- Annabelle 2: Creation (Annabelle: Creation), regia di David F. Sandberg (2017)
- C'era una volta a Los Angeles (Once Upon a Time in Venice), regia di Mark Cullen e Robb Cullen (2017)
- Murder City, regia di Michael D. Olmos (2023)

### Televisione
- Cambio de vida - serie TV, 2 episodi (2007-2008)
- L'accordo (The Arrangement) - film TV, regia di Kevin Bray (2013)
- The Bridge – serie TV, 14 episodi (2013-2014)
- Narcos – serie TV, 11 episodi (2015-2016)
- American Crime – serie TV, 3 episodi (2016)
- S.W.A.T. – serie TV, 45 episodi (2017-2019)

### Cortometraggi
- Con lujo de detalle, regia di Héctor Falcón (2006)
- Hábito, regia di Alberto Zeni (2013)

### Videoclip
- Snap Out of It degli Arctic Monkeys

## Doppiatrici italiane
Nelle versioni in italiano dei suoi film, Stephanie Sigman è stata doppiata da:
- Benedetta Degli Innocenti: Annabelle 2: Creation, C'era una volta a Los Angeles
- Valentina Favazza: Crazy Dirty Cops
- Valentina Perrella: American Crime
- Chiara Francese: Shimmer Lake
- Domitilla D'Amico: S.W.A.T.